# Nedre Trehörningen
Nedre Trehörningen är en sjö i Alvesta kommun i Småland och ingår i Lagans huvudavrinningsområde. Sjön är 3 meter djup, har en yta på 0,172 kvadratkilometer och befinner sig 209 meter över havet. Vid provfiske har abborre fångats i sjön.

## Delavrinningsområde
Nedre Trehörningen ingår i det delavrinningsområde (633072-141382) som SMHI kallar för Mynnar i Rymmen. Medelhöjden är 210 meter över havet och ytan är 7,94 kvadratkilometer. Räknas de 4 avrinningsområdena uppströms in blir den ackumulerade arean 110,29 kvadratkilometer. Bantabäck som avvattnar avrinningsområdet har biflödesordning 3, vilket innebär att vattnet flödar genom totalt 3 vattendrag innan det når havet efter 178 kilometer. Avrinningsområdet består mestadels av skog (89 procent). Avrinningsområdet har 0,52 kvadratkilometer vattenytor vilket ger det en sjöprocent på 6,6 procent.